# Emmanuel Toku
Emmanuel Toku, né le 10 juillet 2000 à Kumasi au Ghana, est un footballeur ghanéen qui joue au poste de milieu offensif.

## Biographie

### En club
Né à Accra au Ghana, Emmanuel Toku est formé par le club local du Cheetah F.C. (en)  avant de rejoindre le club danois du Fremad Amager le 30 août 2019. Il fait sa première apparition en professionnel le 25 octobre 2019, lors d'un match de championnat face au Hvidovre IF. Il entre en jeu lors de cette rencontre qui se solde par la défaite de son équipe (0-2).
Le 10 février 2021, Emmanuel Toku rejoint la Bulgarie en s'engageant avec le Botev Plovdiv. Il joue son premier match sous ses nouvelles couleurs deux jours plus tard, face au FK Arda Kardjali. Il est titularisé mais son équipe s'incline tout de même par deux buts à zéro,.
Le 30 janvier 2023, lors du mercato hivernal, Emmanuel Toku rejoint la Belgique pour s'engager en faveur de l'Oud-Heverlee Louvain. Il signe un contrat courant jusqu'en juin 2026.
Le 1er septembre 2023, Emmanuel Toku est prêté pour une saison à l'Aalborg BK. Le club dispose d'une option d'achat sur le joueur.
Le 2 août 2024, Emmanuel Toku est de nouveau prêté. Il prend cette fois-ci la direction de Chypre pour porter les couleurs de l'AEL Limassol pour une saison.

### En sélection
Emmanuel Toku représente l'équipe du Ghana des moins de 17 ans, équipe avec laquelle il participe à la coupe d'Afrique des nations des moins de 17 ans en 2017. Titulaire lors de ce tournoi, il joue les cinq matchs de son équipe, qui s'incline en finale contre le Mali (0-1 score final). Avec cette sélection il participe aussi à la coupe du monde des moins de 17 ans en 2017. Il joue cinq matchs dont quatre comme titulaire et se fait remarquer le 12 octobre, en marquant un but lors de la victoire de son équipe face à l'Inde (4-0). Le Ghana est éliminé par le Mali en quarts de finale de cette compétition (2-1 score final).
Avec les moins de 20 ans Toku participe à la coupe d'Afrique des nations des moins de 20 ans en 2019. Il joue deux matchs et son équipe, qui termine troisième de son groupe, n'accède pas au tour suivant.